# Jooriland River
Der Jooriland River ist ein Fluss im Osten des australischen Bundesstaates New South Wales. 

## Verlauf
Er entspringt im äußersten Süden des Blue-Mountains-Nationalparks und fließt nach Osten, wo er in den Wollondilly River mündet, kurz bevor dieser den Lake Burragorang erreicht.
Der gesamte Fluss verläuft im unbesiedelten Nationalpark. Lediglich die unbefestigte Straße, die die Kleinstadt Yarranderie am Tonalli River von Westen her erschließt, führt an der Quelle vorbei.